# كويزي ألبي
كويزي ألبي (الاسم العلمي: Cantharellus alpinus) هو نوع من الفطريات يتبع جنس الكويزي من فصيلة الكويزية.